# Долно Кочан
Вижте пояснителната страница за други населени места с името Панагия.
Долно Кочан (на гръцки: Παναγιά, Панагия, до 1964 година Κάτω Ακροβούνι, Като Акровуни) е село в Гърция, дем Кушница, област Източна Македония и Тракия.

## География
Селото е разположено на 190 m надморска височина в северните склонове на Люти рид (Символо), на 4 km южно от Правища (Елевтеруполи).

## История
Жителите в селото са от обезлюденото село Кочан (Акровуни), които заселват Долно Кочан в 50-те години на XX век поради свлачища.  Долно Кочан е обявено за самостоятелно селище в 1961 година след окончателното обезлюдяване на Кочан, когато Долно Кочан е отбелязано към тогавашния дем Правища, където остава след това по закона „Каподистрияс“.
Жителите на селото произхождат от тракийското село Димокрания (Гюзелдже). В 1961 – 1973 година е построена църквата „Успение Богородично“, в която е пренесена смятаната за чудотворна икона „Света Богородица Димокранийска“.
С въвеждането на закона „Каликратис“ Долно Кочан е част от дем Кушница.
| Година    | 1913 | 1920 | 1928 | 1940 | 1951 | 1961 | 1971 | 1981 | 1991 | 2001 | 2011 | 2021 |
| --------- | ---- | ---- | ---- | ---- | ---- | ---- | ---- | ---- | ---- | ---- | ---- | ---- |
| Население |      |      |      |      |      | 346  | 364  | 511  | 655  | 661  | 655  | 529  |